# Mniotype lama
Mniotype lama is een vlinder uit de familie uilen (Noctuidae). De wetenschappelijke naam van de soort is, als Hadena lama, voor het eerst geldig gepubliceerd in 1900 door Otto Staudinger.

## Type
- lectotype: "male, genitalia prep. Behounek no. 7658", vastgelegd door Volynkin et al. in 2014[2][3]
- instituut: NKMB, Berlijn, Duitsland
- typelocatie: China, Xinjiang, Korla

## Ondersoorten
- Mniotype lama lama
- Mniotype lama ayubaevorum Volynkin, Matov & Behounek, 2014[2]
  - holotype: "male, 08–12.VI.2010, leg. A.V. Volynkin en genitalia prep. Volynkin no. AV0457"
  - instituut: ZISP, Sint-Petersburg, Rusland
  - typelocatie: "Russia, Altai Republic, Ulagan district, Aktash village, h = 1350 m, 50°19'N, 87°35'E, southern steppe stony slope"
- Mniotype lama etugen Volynkin, Matov & Behounek, 2014[2]
  - holotype: "male, 26.V.2011, leg. R.V. Yakovlev en genitalia prep. Volynkin no. AV0666"
  - instituut: ZISP, Sint-Petersburg, Rusland
  - typelocatie: "W Mongolia, Hovd aimak, near Erdene-Buren somon, 1400 m"
- Mniotype lama kortka Volynkin, Matov & Behounek, 2014[2]
  - holotype: "male, 30.V.2006, leg. Balázs Benedek en genitalia prep. Volynkin no. AV1121"
  - instituut: Coll. Balázs Benedek, Törökbalint, Hongarije
  - typelocatie: "Kazakhstan, Prov. Almaty, Zailiskiy Alatau, 1700 m, 15 km S of Issyk, Issyk Lake, N43°14', E077°28'"